# Giải vô địch bóng đá U-19 ASEAN
Giải vô địch bóng đá U-19 ASEAN (tiếng Anh: ASEAN U-19 Boys' Championship) là giải đấu bóng đá quốc tế thường niên dành cho lứa tuổi dưới 19 do Liên đoàn bóng đá ASEAN (AFF) tổ chức.
Giải đấu được diễn ra giữa các đội tuyển trẻ đến từ các quốc gia thành viên AFF, và đôi khi còn có một số quốc gia khách mời bên ngoài khu vực AFF. Đây là giải đấu có thể thức thi đấu thay đổi theo từng mùa giải và không theo bất kỳ một quy tắc cố định nào, tuỳ theo quyết định của mỗi nước chủ nhà. Giải lần đầu tiên được đồng tổ chức tại Thái Lan và Campuchia vào năm 2002, với nhà vô địch đầu tiên là U-19 Thái Lan.
Trước năm 2008, giải mang tên gọi là Giải vô địch bóng đá U-20 Đông Nam Á, và sau đó được đổi tên thành Giải vô địch bóng đá U-19 Đông Nam Á để phù hợp với hệ thống các giải bóng đá theo quy ước của AFC và FIFA. Trong giai đoạn 2017 đến 2019, giải còn được gọi là giải U-18 Đông Nam Á.

## Tóm tắt
| Năm           | Chủ nhà             | Chung kết   | Chung kết   | Chung kết    | Tranh hạng ba | Tranh hạng ba | Tranh hạng ba |
| Năm           | Chủ nhà             | Vô địch     | Tỷ số       | Á quân       | Hạng ba       | Tỷ số         | Hạng tư       |
| ------------- | ------------------- | ----------- | ----------- | ------------ | ------------- | ------------- | ------------- |
| 2002 Chi tiết | Thái Lan/ Campuchia | · Thái Lan  | 4–0         | · Myanmar    | · Lào         | 1–0           | · Việt Nam    |
| 2003 Chi tiết | Myanmar/ Việt Nam   | · Myanmar   | 4–0         | · Malaysia   | · Singapore   | 1–1 (5–4 p)   | · Việt Nam    |
| 2005 Chi tiết | Indonesia           | · Myanmar   | 1–0         | · Malaysia   | · Lào         | 4–1           | · Việt Nam    |
| 2006 Chi tiết | Malaysia            | · Úc        | RR          | · Malaysia   | · Thái Lan    | RR            | · Việt Nam    |
| 2007 Chi tiết | Việt Nam            | · Việt Nam  | 1–0         | · Malaysia   | · Thái Lan    | 2–0           | · Myanmar     |
| 2008 Chi tiết | Thái Lan            | · Úc        | 0–0 (3–1 p) | · Hàn Quốc   | · Trung Quốc  | 3–0           | · Thái Lan    |
| 2009 Chi tiết | Việt Nam            | · Thái Lan  | 2–2 (5–3 p) | · Úc         | · Việt Nam    | 3–0           | · Malaysia    |
| 2010 Chi tiết | Việt Nam            | · Úc        | 1–0         | · Thái Lan   | · Hàn Quốc    | 1–1 (7–6 p)   | · Việt Nam    |
| 2011 Chi tiết | Myanmar             | · Thái Lan  | 1–1 (5–4 p) | · Việt Nam   | · Malaysia    | 0–0 (4–2 p)   | · Myanmar     |
| 2012 Chi tiết | Việt Nam            | · Iran      | 2–1         | · Uzbekistan | · Úc          | 4–0           | · Việt Nam    |
| 2013 Chi tiết | Indonesia           | · Indonesia | 0–0 (7–6 p) | · Việt Nam   | · Đông Timor  | 4–2           | · Lào         |
| 2014 Chi tiết | Việt Nam            | · Nhật Bản  | 1–0         | · Việt Nam   | · Thái Lan    | 1–0           | · Myanmar     |
| 2015 Chi tiết | Lào                 | · Thái Lan  | 6–0         | · Việt Nam   | · Lào         | 1–1 (3–2 p)   | · Malaysia    |
| 2016 Chi tiết | Việt Nam            | · Úc        | 5–1         | · Thái Lan   | · Việt Nam    | 4–0           | · Đông Timor  |
| 2017 Chi tiết | Myanmar             | · Thái Lan  | 2–0         | · Malaysia   | · Indonesia   | 7–1           | · Myanmar     |
| 2018 Chi tiết | Indonesia           | · Malaysia  | 4–3         | · Myanmar    | · Indonesia   | 2–1           | · Thái Lan    |
| 2019 Chi tiết | Việt Nam            | · Úc        | 1–0         | · Malaysia   | · Indonesia   | 5–0           | · Myanmar     |
| 2022 Chi tiết | Indonesia           | · Malaysia  | 2–0         | · Lào        | · Việt Nam    | 1–1 (5–3 p)   | · Thái Lan    |
| 2024 Chi tiết | Indonesia           | · Indonesia | 1–0         | · Thái Lan   | · Úc          | 1–1 (5–3 p)   | · Malaysia    |

## Các đội tuyển quốc gia tham dự
| Đội tuyển   | 2002 | 2003 | 2005 | 2006 | 2007 | 2008 | 2009 | 2010 | 2011 | 2012 | 2013 | 2014 | 2015 | 2016 | 2017 | 2018 | 2019 | 2022 | 2024!! | Tổng số |
| ----------- | ---- | ---- | ---- | ---- | ---- | ---- | ---- | ---- | ---- | ---- | ---- | ---- | ---- | ---- | ---- | ---- | ---- | ---- | ------ | ------- |
| Thái Lan    | 1st  | GS   | GS   | 3rd  | 3rd  | 4th  | 1st  | 2nd  | 1st  | ×    | GS   | 3rd  | 1st  | 2nd  | 1st  | 4th  | GS   | 4th  | 2nd    | 18      |
| Myanmar     | 2nd  | 1st  | 1st  | ×    | 4th  | ×    | GS   | ×    | 4th  | ×    | GS   | 4th  | GS   | GS   | 4th  | 2nd  | 4th  | GS   | GS     | 15      |
| Lào         | 3rd  | GS   | 3rd  | ×    | GS   | ×    | ×    | ×    | GS   | ×    | 4th  | ×    | 3rd  | GS   | GS   | GS   | GS   | 2nd  | GS     | 13      |
| Việt Nam    | 4th  | 4th  | 4th  | 4th  | 1st  | ×    | 3rd  | 4th  | 2nd  | 4th  | 2nd  | 2nd  | 2nd  | 3rd  | GS   | GS   | GS   | 3rd  | GS     | 18      |
| Malaysia    | GS   | 2nd  | 2nd  | 2nd  | 2nd  | ×    | 4th  | ×    | 3rd  | ×    | GS   | ×    | 4th  | GS   | 2nd  | 1st  | 2nd  | 1st  | 4th    | 15      |
| Singapore   | GS   | 3rd  | GS   | ×    | GS   | ×    | GS   | ×    | GS   | ×    | GS   | ×    | GS   | GS   | GS   | GS   | GS   | GS   | GS     | 14      |
| Campuchia   | GS   | GS   | GS   | ×    | GS   | ×    | GS   | ×    | GS   | ×    | GS   | GS   | ×    | ×    | GS   | GS   | GS   | GS   | GS     | 13      |
| Indonesia   | GS   | GS   | GS   | ×    | ×    | ×    | ×    | ×    | GS   | ×    | 1st  | GS   | ×    | GS   | 3rd  | 3rd  | 3rd  | GS   | 1st    | 12      |
| Philippines | GS   | GS   | ×    | ×    | ×    | ×    | ×    | ×    | GS   | ×    | GS   | ×    | GS   | GS   | GS   | GS   | GS   | GS   | GS     | 11      |
| Brunei      | GS   | ×    | GS   | ×    | GS   | ×    | ×    | ×    | GS   | ×    | GS   | ×    | GS   | ×    | GS   | GS   | GS   | GS   | GS     | 11      |
| Đông Timor  | ×    | ×    | GS   | ×    | ×    | ×    | GS   | ×    | ×    | ×    | 3rd  | ×    | GS   | 4th  | GS   | GS   | GS   | GS   | GS     | 10      |
| Maldives    |      |      | GS   |      |      |      |      |      |      |      |      |      |      |      |      |      |      |      |        | 1       |
| Úc          | ×    | ×    | ×    | 1st  | ×    | 1st  | 2nd  | 1st  | ×    | 3rd  | ×    | GS   | ×    | 1st  | ×    | ×    | 1st  | ×    | 3rd    | 9       |
| Hàn Quốc    |      |      |      |      |      | 2nd  |      | 3rd  |      |      |      |      |      |      |      |      |      |      |        | 2       |
| Trung Quốc  |      |      |      |      |      | 3rd  |      |      |      |      |      |      |      |      |      |      |      |      |        | 1       |
| Iran        |      |      |      |      |      |      |      |      |      | 1st  |      |      |      |      |      |      |      |      |        | 1       |
| Uzbekistan  |      |      |      |      |      |      |      |      |      | 2nd  |      |      |      |      |      |      |      |      |        | 1       |
| Nhật Bản    |      |      |      |      |      |      |      |      |      |      |      | 1st  |      |      |      |      |      |      |        | 1       |
| Tổng số     | 10   | 9    | 11   | 4    | 8    | 4    | 8    | 4    | 10   | 5    | 11   | 7    | 9    | 10   | 11   | 6    | 12   | 11   | 12     |         |

Chú thích
| - 1st – Vô địch - 2nd – Á quân - 3rd – Hạng ba - 4th – Hạng tư | - TBD - Chưa xác định - GS – Vòng bảng - — Chủ nhà | - × – Không tham dự |

## Thành tích theo quốc gia
| Quốc gia   | Vô địch                          | Á quân                                 | Hạng ba              | Hạng tư                                |
| ---------- | -------------------------------- | -------------------------------------- | -------------------- | -------------------------------------- |
| Thái Lan   | 5 (2002, 2009, 2011, 2015, 2017) | 3 (2010, 2016, 2024)                   | 3 (2006, 2007, 2014) | 2 (2008, 2022)                         |
| Úc         | 5 (2006, 2008, 2010, 2016, 2019) | 1 (2009)                               | 2 (2012, 2024)       | -                                      |
| Malaysia   | 2 (2018, 2022)                   | 6 (2003, 2005, 2006, 2007, 2017, 2019) | 1 (2011)             | 3 (2009, 2015, 2024)                   |
| Indonesia  | 2 (2013, 2024)                   | -                                      | 3 (2017, 2018, 2019) | -                                      |
| Myanmar    | 2 (2003, 2005)                   | 1 (2002)                               | -                    | 4 (2007, 2011, 2014, 2017)             |
| Việt Nam   | 1 (2007)                         | 4 (2011, 2013, 2014, 2015)             | 3 (2009, 2016, 2022) | 6 (2002, 2003, 2005, 2006, 2010, 2012) |
| Iran       | 1 (2012)                         | -                                      | -                    | -                                      |
| Nhật Bản   | 1 (2014)                         | -                                      | -                    | -                                      |
| Lào        | -                                | 1 (2022)                               | 3 (2002, 2005, 2015) | 1 (2013)                               |
| Hàn Quốc   | -                                | 1 (2008)                               | 1 (2010)             | -                                      |
| Uzbekistan | -                                | 1 (2012)                               | -                    | -                                      |
| Đông Timor | -                                | -                                      | 1 (2013)             | 1 (2016)                               |
| Singapore  | -                                | -                                      | 1 (2003)             | -                                      |
| Trung Quốc | -                                | -                                      | 1 (2008)             | -                                      |